# Landesumweltportal
Als Landesumweltportal (auch als LUPO abgekürzt) wird ein zentrales Instrument bezeichnet, mit dem das Umweltwissen einer Landesverwaltung und die Umweltdaten eines Bundeslandes im Internet zusammengeführt und für die Öffentlichkeit recherchierbar gemacht werden. Die Einführung von Landesumweltportalen ist ein wichtiger Schritt, um gesetzliche Vorgaben (z. B. Umweltinformationsgesetze) zu erfüllen, mit denen Behörden in Europa verpflichtet werden, Umweltinformationen aktiv zu verbreiten und für die Öffentlichkeit einfach zugänglich zu machen.
Umweltdatenbestände weisen große Heterogenität auf, neben Textdokumenten umfassen sie unter anderem Geoinformationen oder Messwerte aus Datenbanken (beispielsweise Luftmessdaten oder Pegelstände von Gewässern). Landesumweltportale nutzen daher fortgeschrittene Suchmechanismen, um Umweltdaten erschließen zu können.

## Geschichte
Als eines der ersten deutschen Bundesländer führte Baden-Württemberg 2004 ein eigenes Umweltportal im Internet ein. Es wird von der Landesanstalt für Umwelt Baden-Württemberg (LUBW) im Auftrag des Ministeriums für Umwelt, Klima und Energiewirtschaft Baden-Württemberg entwickelt, betrieben und betreut. Die Inhalte sind nach Umweltthemen wie Abfall, Boden, Forstwirtschaft, Luft und Klima oder Wasser strukturiert. Diesem Vorbild schlossen sich in einer Entwicklungskooperation zunächst die Umweltministerien von Sachsen-Anhalt und Thüringen an, 2010 folgten diejenigen von Rheinland-Pfalz und Bayern, 2012 das von Nordrhein-Westfalen.
Das Landesumweltportal Baden-Württemberg setzt seit 2008 eine primär für das Intranet von Unternehmen entwickelte Suchmaschine als zentrale Komponente ein; diesem Prinzip haben sich auch die weiteren Kooperationspartner angeschlossen. Damit können Rechner, die auf die Umweltverwaltungen eines Bundeslandes verteilt sind, nicht nur auf Textdokumente, sondern auch auf Inhalte von Umweltdatenbanken oder Bildarchive hin durchsucht werden. Somit werden auch Informationen erschlossen, die durch gängige Internetsuchmaschinen im Deep Web nicht auffindbar sind.
Ergänzend bieten Landesumweltportale intelligente Suchhilfen an, die beispielsweise verwandte Suchbegriffe aus einem semantischen Netzwerk des Umweltbundesamtes automatisch vorschlagen.
Unter dem Dach der LUPO-Kooperation wird auch an Informationszugängen speziell für mobile Endgeräte gearbeitet. So wurde die App „Meine Umwelt“ entwickelt, über die bereits mehrere Bundesländer Umweltdaten kostenlos zur Verfügung stellen.

## Einzelnachweis
1. ↑  Informationen des baden-württ. Umweltministeriums zur App "Meine Umwelt"